# Autoplay
Autoplay (englisch „automatic“ + „to play“) ist eine Funktion in einem Mediaplayer, Betriebssystem oder einer Webseite, die dafür sorgt, dass eine Mediendatei automatisch abgespielt wird. Die Funktion kann durch das Einlegen/Anschließen eines Datenträgers, durch das Aufrufen einer Internetseite oder durch das Erreichen des Endes der aktuellen Mediendatei ausgelöst werden. Der Begriff bezieht sich meist auf Video- oder Audiodateien, doch auch Bilder können im Rahmen einer Diashow automatisch abgespielt werden. Die Auswahl kann dabei etwa nach einer vordefinierten Liste, bestimmten Parametern, dem Zufallsprinzip oder einem Algorithmus, der versucht, passende Einträge zu finden, erfolgen.

## Beispiele der Autoplay-Funktion
- YouTube hat eine Autoplay-Funktion integriert, die automatisch neu vorgeschlagene Videos abspielt, aber deaktivierbar ist.[1]
- Auch Musik-Dienste wie Spotify oder iTunes verfügen jeweils über ein solches Feature, welches nach dem Ende einer Playlist oder eines Albums ähnliche Songs abspielt.[2][3]
- Einige Betriebssysteme bieten die Möglichkeit der automatischen Wiedergabe für das Einlegen von Speichergeräten, wie z. B. einem USB-Stick oder einem MP3-Player (zur Funktion in Windows: siehe Autorun).[4]
- In der Internetwerbung kommt es häufig zu einer automatisierten Werbeeinblendung in einzelner Software und Medieninhalten wie zum Beispiel Werbeclips. So soll etwa der Facebook Messenger künftig Autoplay-Werbung erhalten.[5][6][7]
- Mediaplayer-Software besitzt meist eine Autoplay-Funktion, dank der einzelne Abschnitte einer DVD oder Inhalte in einem Ordner bzw. Verzeichnis automatisch abgespielt werden können.
- Ein weiteres Beispiel stellt die Story-Funktion in sozialen Netzwerken und Instant-Messaging-Diensten dar, bei der eine Folge von meist kurzen und zeitlich begrenzten multimedialen Statusmeldungen in Form eines kurzen Clips abgespielt wird.

## Maßnahmen gegen Autoplay
Da viele Nutzer Autoplay als lästig empfinden, gibt es für einige Webbrowser diverse Plugins, welche das automatische Abspielen von Medien verhindern. Zudem lässt sich die Funktion meist in den jeweiligen Programmen ein- oder ausschalten und entsprechend konfigurieren. Auch die Browserentwickler selbst (wie etwa die Entwickler von Google Chrome oder Mozilla Firefox) versuchen, störendes Autoplay zu unterbinden, um beispielsweise zu verhindern, dass bei vielen offenen Tabs plötzlich laute Musik ertönt. Stattdessen werden Medien stummgeschaltet, wenn von der jeweiligen Website noch keine Inhalte manuell durch den Nutzer abgerufen worden sind. Allerdings kann es bei einer automatischen Sperre auch zu Problemen kommen, wodurch Inhalte möglicherweise nicht mehr wie vorgesehen funktionieren. Die automatische Medienwiedergabe im Internet zu blockieren, kann zudem dabei helfen, den Datenverbrauch zu reduzieren, was insbesondere bei (teuren) Mobilfunktarifen relevant ist.